# Kanton Nancy-1
Der Kanton Nancy-1 ist seit 2015 ein französischer Wahlkreis im Arrondissement Nancy, im Département Meurthe-et-Moselle und in der Region Grand Est (bis 2015 Lothringen).

## Geschichte
Der Kanton entstand bei der Neueinteilung der französischen Kantone im Jahr 2015 aus Teilen von Kantonen im Raum Nancy.

## Lage
Der Kanton liegt im Süden des Départements Meurthe-et-Moselle.

## Gemeinden
Der Kanton Nancy-1 umfasst das Zentrum und den Westen der Stadt Nancy.

## Politik
Im 1. Wahlgang am 22. März 2015 erreichte keines der fünf Wahlpaare die absolute Mehrheit. Bei der Stichwahl am 29. März 2015 gewann das Gespann Patrick Blanchot/Sophie Mayeux (beide UD) gegen Françoise Simonin/Abdennour Slimani (beide PS) mit einem Stimmenanteil von 55,90 % (Wahlbeteiligung: 47,79 %).
| Vertreter im conseil général des Départements | Vertreter im conseil général des Départements | Vertreter im conseil général des Départements |
| Amtszeit                                      | Name                                          | Partei                                        |
| --------------------------------------------- | --------------------------------------------- | --------------------------------------------- |
| 2015–                                         | Patrick Blanchot Sophie Mayeux                | Union de la Droite                            |